# Worcester, Nashua and Rochester Railroad
Die Worcester, Nashua and Rochester Railroad (WNR) ist eine ehemalige Eisenbahngesellschaft in Massachusetts und New Hampshire (Vereinigte Staaten). Sie bestand als eigenständige Gesellschaft von 1845 bis 1911.

## Geschichte
Die Gesellschaft wurde am 5. März 1845 zunächst als Worcester and Nashua Railroad of Massachusetts gegründet. Für den in New Hampshire liegenden Abschnitt war bereits am 24. Dezember 1844 die Nashua and Groton Railroad gegründet worden. Beide Gesellschaften fusionierten am 6. November 1846 zur Worcester and Nashua Railroad. Der Bau hatte bereits begonnen und am 18. Dezember 1848 ging die gesamte Strecke von Worcester bis Nashua in Betrieb.
1847 erwarb die Worcester&Nashua die Worcester Branch Railroad, die eine Verbindungsbahn zwischen den in Worcester endenden Bahngesellschaften gebaut hatte. Die nördliche Fortsetzung der Strecke über Nashua hinaus bis Rochester hatte 1874 die Nashua and Rochester Railroad gebaut. Da man einen durchgehenden Betrieb wollte, pachtete die Worcester&Nashua am 1. April 1876 die Nashua&Rochester. Die beiden Gesellschaften fusionierten schließlich am 1. Dezember 1883 zur Worcester, Nashua and Rochester Railroad, die ausschließlich die Bahnstrecke Worcester–Rochester betrieb.
Schon kurz darauf, ab dem Neujahrstag 1886, pachtete die Boston and Maine Railroad die WNR und kaufte sie 1911 endgültig auf. Die Strecke Worcester–Ayer ist noch in Betrieb und wird durch die Pan Am Railways im Güterverkehr benutzt. Der restliche Abschnitt bis Rochester ist stillgelegt.

## Besondere Ereignisse
Am 15. Dezember 1855 ereignete sich eine Kesselexplosion der Lok Dewitt Clinton, der dritten in den USA gebauten Lokomotive. Dabei starben der Lokführer sowie der Heizer.